# Fenyő Miklós
Fenyő Miklós (Budapest, 1947. március 12. –) eMeRTon-díjas magyar előadóművész, dalszerző, szövegíró, rock and roll énekes, zenekarvezető, billentyűs.

## Fiatalkora
Édesapja Fenyő Elemér (1907–1982) gépészmérnök, édesanyja Gonda Alice (1923–1985) kozmetikus. Tanulmányait a Pannónia utcai általános iskolában kezdte. Szüleivel együtt 1956 novemberében távozott az Amerikai Egyesült Államokba. A New York-i Jackson Heights Primary School-ban és a First Manhattan Grammar School-ban tanult. Hazatérésüket követően a Landler Jenő Villamosipari Technikumban Barta Tamás osztálytársa volt. 1964-ben, miután keveset látogatták az órákat, mindkettőjüket eltanácsolták, végül a budapesti Könyves Kálmán Gimnáziumban érettségizett.
Szülei kisgyermekkorától zongorázni taníttatták. Az USA-ban töltött kisiskolás évek alatt nagy hatással volt rá a kinti rock'n roll zenei élet. Családja hazatérése után a tengerentúli zenei élményekből feltöltekezve előbb 1962–64 közt a Sztár zenekarban játszott, majd 1964-ben a Szent István parki haverokkal megalapította első saját együttesüket, Syconor néven, Bartával a soraiban.

## A Hungária együttes
1967-ben Bartát, majd Hámor Rezsőt behívták katonának, a Syconor szétesett, Fenyő új együttest alapított Hungária néven. A Syconorral az alakuló könnyűzenei életben már bizonyos ismertséget szerző Fenyő új együttesének már az alapítás évében megjelenhetett első kislemeze (Ne vedd el az időm / Percekre eláll a szavam). Egy évre rá, 1968-ban a Hungáriával első helyezést ért el a Ki mit tud?-on a Csavard fel a szőnyeget, Ha szól a Rock and roll, Nem bújok én többé már a subába című dalaikkal. Ezt követően megjelent 2. kislemezük (Csavard fel a szőnyeget / Rémlátomás). 1970-ben jelent meg első nagylemeze a Hungáriával közösen, Koncert a Marson címmel, majd országos koncertturnéra indult. 1973–1979 között turnézott a Szovjetunióban, az NDK-ban, Lengyelországban, Nyugat-Berlinben, valamint az NSZK-ban. 1977-ben részt vett a Metronóm '77 fesztiválon, ahol közönségdíjat kapott. Ugyanebben az évben vette fel a Hungáriával a Beatles-láz című lemez hanganyagát, mely csak 20 évvel később jelenhetett meg, mivel az MHV letiltotta.
1980-ban megalakult a rock and roll korszak zenéjét felelevenítő új Hungária. Első lemezüket szinte kalózakció keretében két hét alatt írták és vették fel. Ennek oka, hogy Wilpert Imre tanácsára az elkészült és felvett zeneanyaggal kész tények elé akarták állítani a két hét szabadságra utazott, velük nem szimpatizáló Erdős Péter MHV vezetőt. Az így kiadott Rock and Roll Party című lemezükből 600 000 példány kelt el, akárcsak az 1 évvel később megjelenő Hotel Mentholból (100 000 példány után aranylemezzel, 250 000 után pedig platinalemezzel díjazták a tagokat). A Hungária 1981-ben nagydíjat nyert a Limbó hintó című dallal a tánc- és popdal fesztiválon, a dal kislemezen 250 000 példányban kelt el, így arany- és platinalemez díjat kapott.
1982 márciusában a Hungária 15 000 néző előtt adott koncertet a Budapest Sportcsarnokban, majd ez év végén megjelent az Aréna című lemezük. 1983-ban elkészült az Egy pillanat veled című zenés portréfilm, mely Fenyő Miklósról és rajongóiról szól.
A sikerei csúcsán lévő Hungária ebben az évben három részre szakadt. A volt tagokból megalakult az R-GO és a Dolly Roll. A már elkészült felvételekből kiadtak egy lemezt Finálé? címmel, majd Fenyő elkészítette első szólólemezét, a Miki című albumot.
1984-ben, a nemzetközi break zenei hullám idején teljes zenei és arculati stílusváltással rap-break hangszerelésű lemezt adott ki Jól nézünk Miki címmel, mely egyben a break műfaj első magyarországi megjelenéseként, aranylemezig jutott. Ezután 1985-ben új tagokkal elkészített még egy kevésbé sikeres Hungária albumot, címe Van aki forrón szereti.

## A Modern Hungária és a popmenedzser
1986–1988 között a német Modern Talking popegyüttes nemzetközi sikerét követően, annak mintájára hozta létre a Modern Hungária formációt Bodnár Attilával az oldalán. A Modern Hungária három albumot jelentetett meg. Az Elfújja a szél és a Csók x csók című slágereik a legjátszottabb magyar dalok voltak akkoriban, felkerülve a Pop-Tari-Top válogatáslemezekre is. Fenyő ezt követően 1992-ig fiatal tehetségek menedzselésével foglalkozott, mint például Szandi, a Step és a Park együttes, utóbbiban az alapító tag, Fenyő Miklós fia is játszott zongorán.

## Szólókarrier
1994-ben újraindította szólóénekesi karrierjét, folyamatosan jelentek meg az 1960-as évek elejének hangulatát visszaadó lemezei, gyakorta nosztalgikus, visszaemlékező, mély mondanivalójú dalszövegekkel.
1995-ben a Népstadionban az 1980-as évek elejéről származó felállású Hungáriával adott koncertet 70 000 néző előtt. 1998-ban a Budapesti Operett Színház bemutatta Hotel Menthol című musicaljét, ami CD-n is megjelent. 2001 októberében mutatták be a Made in Hungaria című önéletrajzi zenés játékát a József Attila Színházban, melyben saját életútja mellett még Jerry Lee Lewist is megszemélyesítette. 2004-ben megkapta a XIII. kerület díszpolgára címet.
2006. május 20-án mutatták be harmadik musicaljét a József Attila Színházban, Aranycsapat címmel. 2007. március 12-én, 60. születésnapja alkalmából nyilvános előadással köszöntötte a József Attila Színház, ezen az estén vette át Rózsa Istvántól a Mr. Rock and Roll című albumáért járó aranylemezt. 2007 augusztusában jelent meg eddigi utolsó lemeze Kell egy álom címmel. 2008-ban a Megasztár 4 zsűrijének volt a tagja.
2009-ben Made in Hungaria címmel film készült az életéről.
1997 óta minden év nyarán, általában augusztus végén a Margitszigeti Szabadtéri Színpadon tart látványos nagykoncertet, vendégművészek közreműködésével.
Szintén sok éve hagyománnyá vált a Fenyő Ünnep nevű karácsonyi nagykoncert is, ami karácsony és újév között szokott megrendezésre kerülni. Az évek alatt több helyszínen voltak, pl. Budapesti Kongresszusi Központ, SYMA csarnok, Papp László Budapest Sportaréna.
2015, a közel két évtizedes múlttal rendelkező Margitszigeti Szabadtéri Színházbeli koncert új meglepetést tartogatott a rajongók számára. Miklós a hagyomány és a rengeteg élmény hatására megírta a kifejezetten a szigethez kötődő Bye, Bye nyár című slágert, ami Pest és Buda között azóta is elhangzik nyaranta a csillagos ég alatt. A dalból videóklip is készült. Itt megtekinthető: https://www.youtube.com/watch?v=hvRNemLRQdo
Fenyő Miklós 2017-ben három jubileumot is ünnepelt. Márciusban töltötte be 70. évét, ebből az alkalomból ünnepi koncertet tartott. Ebben az évben huszadik alkalommal került megtartásra az 1997-ben egyszeri előadásnak tervezett margitszigeti nyári koncert. A Hungária együttes 2017-ben ünnepelte megalakulásának 50. évét, Fenyő Miklós ennek az eseménynek szentelte a 2017. december 27-én, a Papp László Budapest Sportarénában tartott Fenyő Ünnepet. A teltházas koncerten 11 tagú zenekar, 12 tagú tánccsoport, 3 tagú vokál, valamint vendégművészként Szikora Róbert és Dolly működött közre.

## Lemezei

### Hungária
- Koncert a Marson (1970)
- Tűzveszélyes (1971)
- Beatles-láz (a felvétel 1977-ben készült, de csak 1997-ben adták ki)
- Rock and Roll Party (1980)
- Hotel Menthol (1981)
- Aréna (1982)
- Finálé? (1983)
- Rég volt, így volt, igaz volt (1985 – válogatás)
- Van aki forrón szereti (1985)
- Szív, zene, szerelem (1986 – Modern Hungária)
- Csók x csók (1987 – Modern Hungária)
- Egyszer fenn, egyszer lenn (1988 – Modern Hungária)
- Hungária aranyalbum (1990 – válogatás)
- Hungária válogatás (1994 – válogatás)
- Ébredj fel Rockandrollia (1995)
- Micsoda buli (1995 – koncertfelvétel)

### Szólólemezek
- Miki (1983)
- Jól nézünk MIKI (1984)
- Jól nézünk MIKI (Maxi single) (1985)
- A Fenyő (1994)
- Made in Hungaria (album) (1996)
- Fenyő Ünnep LIVE I–II. (1997)
- Minden kocka fordul (1999)
- Fenyő gyöngye (2002)
- Mr. Rock and Roll (2004)
- Kell egy Álom (2007)

### Musical-albumok
- Hotel Menthol – A musical (1998)
- Made in Hungaria – filmzenei album

Musicaljei
- Hotel Menthol (2000) – (Zenei szerzőtárs: Novai Gábor) (Szövegkönyv:Böhm György, Korcsmáros György)
- Made in Hungária (2008) (Szövegkönyv: Tasnádi István)
- Aranycsapat (2006. József Attila Színház) (Szövegkönyv: Tasnádi István)
- Aréna (2018) (Szövegkönyv: Egressy Zoltán)

## Könyvek
- 75 magyar népmese. 75 legendás dalszöveg és története; Fenyő Miklós nyomán szöveg Erdős László; szerzői, Budapest, 2022

## Díjai, elismerései
- 1968: Ki Mit Tud? – I. helyezett
- 1969: Táncdalfesztivál – Közönségdíj
- 1977: METRONÓM '77 TV Fesztivál – IV. helyezett
- 1981: Tánc-és Popdalfesztivál – I. helyezett
- 1981: Tessék választani! Fesztivál – I. helyezett
- 1981: Pepita Oroszlán – I. helyezett
- 1986: Victory-díj – 1 millió eladott lemez után
- 1990: EMeRTon-díj – A Magyar Rádió nagydíja
- 1992: Arany Zsiráf Mahasz nagydíj
- 1996: Huszka Jenő-díj
- 2000: Gyémántlemez – 5 millió eladott lemez után
- 2004: A Magyar Köztársasági Érdemrend lovagkeresztje
- 2004: A XIII. kerület díszpolgára
- 2006: Artisjus Életmű-díj
- 2008: Pro Urbe Budapest-díj[4]
- 2017: Fonogram Életmű-díj

## Magánélete
Felesége, Ágnes Veronika, akivel 49 évet töltött együtt, 2013 szeptemberében hunyt el. Két gyermekük született, Diána (Dió) és Dávid (Dáci). Két unokája van, Diána fia, Balázs (2014), és Dávid lánya, Laura [2023).